# 벤저민 러시

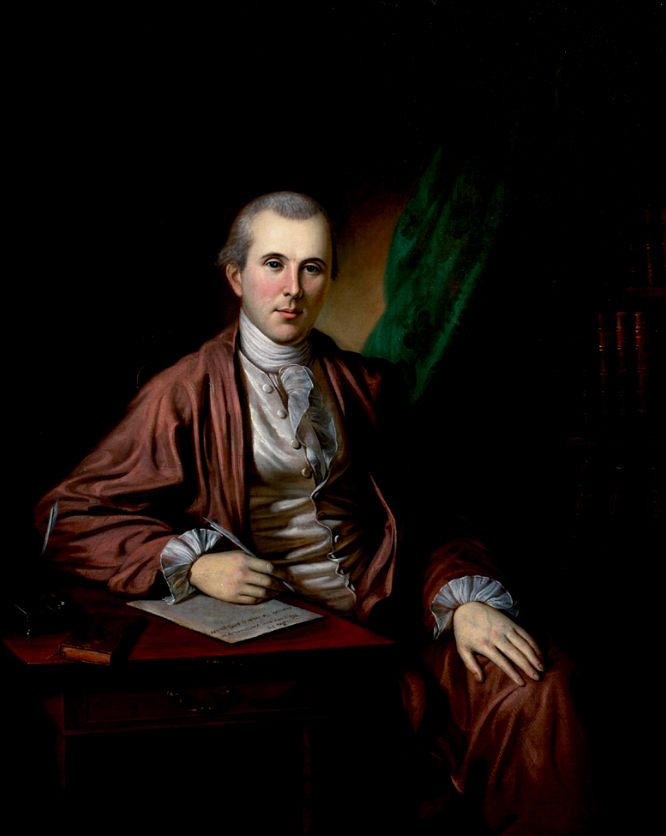
벤저민 러시의 초상화 (필레, 1783)

벤저민 러시(영어: Benjamin Rush, 1746년 1월 4일 ~ 1813년 4월 19일) 미국 독립선언서의 서명인 중의 한 명이다. '펜실베이니아의 히포크라테스'로 불렸다. '사혈(bleeder)의 왕자'로도 불렸다. 사회개혁가로써 노예제도를 반대하였고, 사형제도와 아동학대에 반대하는 휴머니스트였다. 영국과의 독립전쟁당시 미국군으로 참전하였다.
존 애덤스와 토머스 제퍼슨의 사이가 안 좋았을 때 , 그 사이에 화해를 시켜준 인물이다.
연방주의자인 그는 미국의 헌법제정이 매우 정교하면서 기적이라며 다음과 같이 말하였다.
| “ | 하나님의 손이 마치 하나님께서 홍해를 갈라서 이스라엘 자손이 건너케 한 것처럼 또는 시내산에서 십계명을 말씀하셨듯이 이 일을 이루셨다. | ” |

## 사혈 치료
벤저민 러시는 외과 의사로 환자에게 피를 제거하여 낫게 하는 방법인 사혈치료를 신봉하였다. 실제로, 1793년 황열병이 펜실베니아에 퍼졌는 데, 그 당시 많은 사람들을 사혈치료하였으나 오히려 많은 사람들을 더 사망케 하였다. 결과적으로 필라델피아의 인구의 10%인 5천명이 사망하였다.